# Sant Antoni de Benaixeve
Sant Antoni de Benaixeve (en xurro San Antón de Benagéber i en castellà i oficialment San Antonio de Benagéber) és un municipi del País Valencià que es troba a la comarca del Camp de Túria. Des de 2024 la denominació en valencià també és oficial.
Fins a 1998 formava part de l'Horta Oest, ja que el seu terme municipal s'integrava al de Paterna. Amb la segregació del 8 d'abril del mateix any passà a formar part de la comarca del Camp de Túria.

## Geografia
El municipi està situat en l'extrem més oriental del territori comarcal del Camp de Túria. Posseïx, per tant, una situació privilegiada degut al fet que el nucli urbà està proper a la capital de la província. L'accés a la població es realitza a través de l'autovia d'Ademús (CV-35).

### Municipis limítrofs
Limita amb Bétera, l'Eliana, la Pobla de Vallbona i Paterna (a la comarca de l'Horta Oest).

### Nuclis de població
- Sant Antoni de Benaixeve
- Urbanització Cumbres de San Antonio
- Urbanització Montesano
- Urbanització Colinas de San Antonio
- Urbanització de Sant Vicent
- Zona del Pla del Pou

## Història
La història de Sant Antoni de Benaixeve és relativament moderna, ja que el municipi va nàixer en la dècada dels quaranta i es va constituir el 5 d'agost de 1957, com una Entitat Local Menor dependent de l'Ajuntament de Paterna.
A l'antic poble de Benaixeve (Serrans), l'any 1932 el Govern de la República espanyola va signar l'acta de començament del Pantà de Benaixeve que obligaria els benaixevers emigrar. La majoria s'instal·laren als dos nous pobles que, durant la dictadura franquista, va crear l'Institut Nacional de Colonització: per una banda Sant Isidre de Benaixeve, al terme municipal de Montcada (l'Horta Nord; i per l'altra, Sant Antoni de Benaixeve, a les partides de Sant Antoni i Pla del Pou, als termes municipals de Paterna, la Pobla de Vallbona i Bétera. Es van confeccionar 75 lots de terreny compostos per a 75 colons.
Després d'un llarg procés d'interessos polítics i econòmics, seguint el corresponent procés de compareixences i aportació d'informes, primer en l'Administració Valenciana i posteriorment en el Consell d'Estat; el 8 d'abril de 1998, es va publicar el decret nº 147/97 en el Diari Oficial de la Generalitat Valenciana pel qual es declarava a Sant Antoni de Benaixeve nou municipi independent.

## Demografia
| 1996  | 1998  | 2000  | 2002  | 2004  | 2006  | 2007  |
| ----- | ----- | ----- | ----- | ----- | ----- | ----- |
| 1.416 | 2.142 | 2.719 | 3.150 | 4.021 | 4.702 | 4.985 |

## Economia
Encara que a l'origen va estar basada en la colonització agrícola de les noves terres (secà i regadiu), en l'actualitat, gràcies a la seva proximitat a la capital de la província, predomina el sector serveis al convertir-se en un centre residencial.

## Política i Govern

### Composició de la Corporació Municipal
El Ple de l'Ajuntament està format per 13 regidors. En les eleccions municipals de 26 de maig de 2019 foren elegits 5 regidors d'Agrupación Independiente San Antonio de Benagéber (AISAB), 3 de GuanyemSAB Plataforma Podem Sant Antoni-Compromís (Plataforma-Compromís), 2 del Partit Popular (PP), 1 del Partit Socialista del País Valencià (PSPV-PSOE), 1 de Ciutadans - Partit de la Ciutadania (Cs) i 1 de Vox.
| Eleccions municipals de 26 de maig de 2019 - Sant Antoni de Benaixeve                                                                                |                                                     |                                     |                                     |        |          |          |
| Candidatura | Candidatura                                         | Candidatura                         | Cap de llista                       | Vots   | Vots     | Regidors |
| | Agrupación Independiente San Antonio de Benagéber   |                                     | Enrique Daniel Santafosta Giner     | 1.545  | 39,96%   | 5 (+1)   |
| | GuanyemSAB Plataforma Podem Sant Antoni - Compromís |                                     | Ramón Orozco Mora                   | 810    | 19,38%   | 3 (-2)   |
| | Partit Popular                                      |                                     | Andrea Peiró Abásolo                | 537    | 12,85%   | 2 (-1)   |
| | Partit Socialista del País Valencià-PSOE            |                                     | Marta Elena Retamosa López          | 430    | 10,29%   | 1 ()     |
| | Ciutadans - Partit de la Ciutadania                 |                                     | Daniel Nieto Sánchis                | 376    | 9,00%    | 1 (+1)   |
| | Vox                                                 |                                     | Salvador Barberà Aguilar            | 327    | 7,82%    | 1 (+1)   |
| | Altres candidatures                                 |                                     |                                     | 126    | 3,01%    | 0        |
| | Vots en blanc                                       |                                     |                                     | 29     | 0,69%    |          |
| Total vots vàlids i regidors | Total vots vàlids i regidors                        | Total vots vàlids i regidors        | Total vots vàlids i regidors        | 4.180  | 100 %    | 13       |
| | Vots nuls                                           | Vots nuls                           | Vots nuls                           | 16     | 0,38%    |          |
| Participació (vots vàlids més nuls) | Participació (vots vàlids més nuls)                 | Participació (vots vàlids més nuls) | Participació (vots vàlids més nuls) | 4.196  | 66,02%** |          |
| Abstenció | Abstenció                                           | Abstenció                           | Abstenció                           | 2.160* | 33,98%** |          |
| Total cens electoral | Total cens electoral                                | Total cens electoral                | Total cens electoral                | 6.356* | 100 %**  |          |
| Alcalde: Enrique Daniel Santafosta Giner (AISAB) (15/06/2019) Per majoria absoluta dels vots dels regidors (7 vots: 5 de AISAB, 1 de PSPV i 1 de Cs) |                                                     |                                     |                                     |        |          |          |
| Fonts: JEC, JEZ València. M. Interior, Periòdic Ara. (* No són vots sinó electors. ** Percentatge respecte del cens electoral.)                      |                                                     |                                     |                                     |        |          |          |

### Alcaldes
Des de 2023 l'alcaldessa de Sant Antoni de Benaixeve és Eva Tejedor Marí (UCIN).
| Període                       | Alcalde o alcaldessa            | Partit polític | Data de possessió | Observacions |
| ----------------------------- | ------------------------------- | -------------- | ----------------- | ------------ |
| 1995–1999                     | Eugenio Cañizares López         | PP             | 19/07/1997        | --           |
| 1999–2003                     | Eugenio Cañizares López         | PP             | 03/07/1999        | --           |
| 2003–2007                     | Eugenio Cañizares López         | PP             | 14/06/2003        | --           |
| 2007–2011                     | Eugenio Cañizares López         | PP             | 16/06/2007        | --           |
| 2011–2015                     | Eugenio Cañizares López         | PP             | 11/06/2011        | --           |
| 2015–2019                     | Enrique Daniel Santafosta Giner | AISAB          | 13/06/2015        | --           |
| 2019-2023                     | Enrique Daniel Santafosta Giner | AISAB          | 15/06/2019        | --           |
| Des de 2023                   | Eva Tejedor Marí                | UCIN           | 17/06/2023        | --           |
| Fonts: Generalitat Valenciana |                                 |                |                   |              |

## Festes i celebracions
- Falles. Se celebren del 12 al 19 de març.
- Festa de la Segregació. El 8 d'abril se celebra el dia de la segregació en la qual es va constituir com independent de Paterna.
- Festes Patronals. En honor de Sant Isidre se celebra la festa el 15 de maig.
- Festes Majors. En honor de Sant Roc se celebren durant la segona i tercera setmanes d'agost.